# Ryūgasaki
Ryūgasaki (japanska: 龍ケ崎市 ?, Ryūgasaki-shi) är en stad i Ibaraki prefektur i Japan. Staden fick stadsrättigheter 1954.